# Svinø Strand
Svinø Strand er en naturskabt strand på halvøen Svinø mellem Næstved og Vordingborg omgivet af Dybsø Fjord mod nordøst og Karrebæksminde Bugt og Smålandsfarvandet mod vest. Fra stranden kan man se til Knudshoved, og i dage med god sigtbarhed kan man se Storebæltsbroen godt 50 kilometer væk.
Tidligere var der på Svinø Strand en campingplads, Svinø Strand Camping, der en overgang var blandt Nordeuropas bedste med beliggenhed direkte ud til Smålandsfarvandet og et af Sydsjællands bedste badestrande. Men campingpladsen blev på sigt for lille i forhold til de moderne krav om indendørs og udendørs legelande, swimmingpool.  
I dag campingpladsen udstykket til sommerhusgrunde, Soløje Strandvej. 
Fra luften ligner bebyggelsen den vildtvoksende blomst "soløje", Helianthemum, Udstykningen er inspireret af Arne Jakobsens boligbyggeri Bella Vista, hvor lejlighederne ligger forskudt, hvilket sikrer at alle beboerne har udsigt til vandet. På Soløje Strandvej er grundene forskudt og der er faste byggefelter. hvilket skal sikre, at man kan se enten Smålandsfarvandet eller Dybsø Fjord
Tidligere var området – som navnet Svinø antyder – en ø. Øen hørte under baroniet Gavnø. Men i forrige århundrede blev øen landfast med det øvrige Sjælland.
Oprindelsen til navnet Svinø er omdiskuteret. Der er to antagelser:
- Enten fra en stor forekomst af marsvin, eller
- At områdets svineproducenter skulle have lagt navn til området.

## Galleri
- Den tidligere campingplads på Svinø Strand er i dag blevet et åbent sommerhusområde, Soløje Strandvej.
- Det lille fiskerleje ved Dybsø.